# Liste von Schiffen mit dem Namen Henriette
Henriette ist mehrfach als Name von Schiffen genutzt worden bzw. wird als solcher genutzt. Der Name, als Variante auch Henrietta, ist ein weiblicher Vorname.

## Schiffsliste
| Bezeichnung        | Schiffsart            | Klasse / Typ               | Baujahr  | Bauwerft                      | Eigner                                                           | Dienstzeit | Verbleib                                       |
| ------------------ | --------------------- | -------------------------- | -------- | ----------------------------- | ---------------------------------------------------------------- | ---------- | ---------------------------------------------- |
| Henrietta Marie    | Segelschiff           |                            | ca. 1650 |                               |                                                                  |            | 1701 gesunken                                  |
| Henriette          | Seitenraddampfer      |                            | 1830     | Pichelsdorf, bei Spandau      | Ferdinand Oppert, Inhaber der Handlung B.L.Lindau, Eidam Oppert. |            | unbekannt                                      |
| Henriette Behn     | Segelschiff (Bark)    |                            |          |                               | F. Laeisz                                                        |            | 1885 vor Mexiko gestrandet                     |
| Henriette Woermann | Dampfschiff           |                            | 1903     |                               |                                                                  |            | 1917 als Polymnia nach Torpedotreffer gesunken |
| Henriette          |                       |                            | 1927     | Jansen-Werft                  |                                                                  |            |                                                |
| Henriette Schulte  | Stückgutschiff        | Typ Emden                  | 1951     | Nordseewerke, Emden           |                                                                  |            |                                                |
| Henriette          | Frachtschiff          |                            | 1971     | Sietas Schiffswerft, Hamburg  | Minor Rederi; Karmsund, Norwegen                                 |            | in Fahrt                                       |
| Henriette          | Baggerschiff (Ponton) |                            | 1995     | Schiffswerft Rasche, Seelze   | Colcrete-von Essen                                               |            | in Fahrt                                       |
| Henriette Schulte  | Containerschiff       | Stocznia Szczecińska B-186 | 1997     | Stocznia Szczecinska, Stettin | Henriette Shipholding                                            |            | in Fahrt                                       |